# Mykolajiwka (Sumy)
Mykolajiwka (ukrainisch Миколаївка; russisch Николаевка Nikolajewka) ist ein Dorf im Osten der ukrainischen Oblast Sumy mit etwa 800 Einwohnern.
Das Dorf wurde 1689 zum ersten Mal schriftlich erwähnt und liegt am Fluss Oleschnja (Олешня), 19 Kilometer nordwestlich der Rajons- und Oblasthauptstadt Sumy.

## Verwaltungsgliederung
Am 12. August 2016 wurde das Dorf zum Zentrum der neugegründeten Landgemeinde Mykolajiwka (Миколаївська сільська громада/Mykolajiwska silska hromada). Zu dieser zählten auch die 18 in der untenstehenden Tabelle aufgelisteten Dörfer sowie die Ansiedlung Rohisne, bis dahin bildete es zusammen mit dem Dorf Spaske die gleichnamige Landratsgemeinde Mykolajiwka (Миколаївська сільська рада/Mykolajiwska silska rada) im Nordwesten des Rajons Sumy.
Am 6. August 2018 kamen noch die Dörfer Krowne und Rudniwka zum Gemeindegebiet, am 12. Juni 2020 kamen dann noch die Dörfer Bondariwschtschyna, Dibrowa, Hrafske und Jastrubyne zum Gemeindegebiet.
Folgende Orte sind neben dem Hauptort Mykolajiwka Teil der Gemeinde:
| Name                     | Name          | Name                              |
| ukrainisch transkribiert | ukrainisch    | russisch                          |
| ------------------------ | ------------- | --------------------------------- |
| Bondariwschtschyna       | Бондарівщина  | Бондаревщина (Bondarewschtschina) |
| Burtschak                | Бурчак        | Бурчак                            |
| Dibrowa                  | Діброва       | Диброва                           |
| Hrafske                  | Графське      | Графское (Grafskoje)              |
| Hryzenkowe               | Гриценкове    | Гриценково (Grizenkowo)           |
| Jastrubyne               | Яструбине     | Ястребиное (Jastrebinoje)         |
| Kapitaniwka              | Капітанівка   | Капитановка (Kapitanowka)         |
| Kekyne                   | Кекине        | Кекино (Kekino)                   |
| Krowne                   | Кровне        | Кровное (Krownoje)                |
| Likarske                 | Лікарське     | Лекарское (Lekarskoje)            |
| Lyntwariwka              | Линтварівка   | Линтваровка (Lintwarowka)         |
| Marjiwka                 | Мар'ївка      | Марьевка (Marjewka)               |
| Nadjarne                 | Над'ярне      | Надъярное (Nadjarnoje)            |
| Perechrestiwka           | Перехрестівка | Перекрестовка (Perekrestowka)     |
| Postolne                 | Постольне     | Постольное (Postolnoje)           |
| Rohisne                  | Рогізне       | Рогозное (Rogosnoje)              |
| Rudniwka                 | Руднівка      | Рудневка (Rudnewka)               |
| Seweryniwka              | Северинівка   | Севериновка (Sewerinowka)         |
| Skljariwka               | Склярівка     | Скляровка (Skljarowka)            |
| Sofijiwka                | Софіївка      | Софиевка (Sofijewka)              |
| Sokolyne                 | Соколине      | Соколиное (Sokolinoje)            |
| Spaske                   | Спаське       | Спасское (Spasskoje)              |
| Stepanenkowe             | Степаненкове  | Степаненково (Stepanenkowo)       |
| Wasjukiwschtschyna       | Васюківщина   | Васюковщина (Wasjukowschtschina)  |
| Werbowe                  | Вербове       | Вербовое (Werbowoje)              |